# Péter Hannich
Péter Hannich (Győr, 30 de março de 1957) é um ex-futebolista húngaro que atuou pela seleção de seu país na Copa do Mundo de 1986.